# Askerøya
Askerøya er en ø i Tvedestrand kommune i Agder fylke i Norge. Den ligger vest for Lyngør mellem Lyngørfjorden i nord og Sandøyfjorden i syd.
Det højeste punkt på øen er Flaufjell på 44 meter over havet. 

## Eksterne links
- Om Askerøya på tvedestrandsposten.no